# Ивар Хуитфельдт
Ивар (Ивер) Хуитфельдт (Хюитфельд) (дат. Ivar Huitfeldt; 5 декабря 1665, Халден — 4 октября 1710) — датско-норвежский военно-морской офицер Датско-норвежской унии, адмирал, герой Великой Северной войны.

## Биография
Представитель древнего датско-норвежского дворянского рода Хуитфельдт.
Родился в норвежском городе Халден. В раннем детстве остался круглым сиротой.
В возрасте 16 лет обратился к королю Кристиану V, с просьбой о зачислении на флот. Служил стажёром датско-норвежского военно-морского флота. С 1685 года участвовал в нескольких экспедициях, где получил свой первый мореходный опыт.
Позже служил на голландском и французском флотах. В 1687 году в чине лейтенанта — на службе в Голландских ВМС. В 1688 году поступил на службу в французский флот, в составе которого принял участие в нападении на Алжир.
В 1689 году отправился в Копенгаген и в чине лейтенанта состоял на службе в датско-норвежском флоте, в следующем году перешёл на службу в голландский флот. Участник морского сражения при Бичи-Хед (1690), где объединенный англо-голландский флот был разбит французами под командованием адмирала де Турвиля. Два года спустя участвовал в битве при Барфлёре, где французский флот вновь одержал победу над голландско-английским флотом.
В 1691 году получил звание капитана датско-норвежского флота, в 1704 году назначен командиром военного корабля — 96-пушечного линкора «Данеброг» («Dannebroge»). В этом же году король назначил И. Хуитфельдта начальником королевской верфи ВМФ, одной из старейших верфей в Дании, которой он командовал до 1707 года. В 1709 году вновь стал командиром линкора «Данеброга».

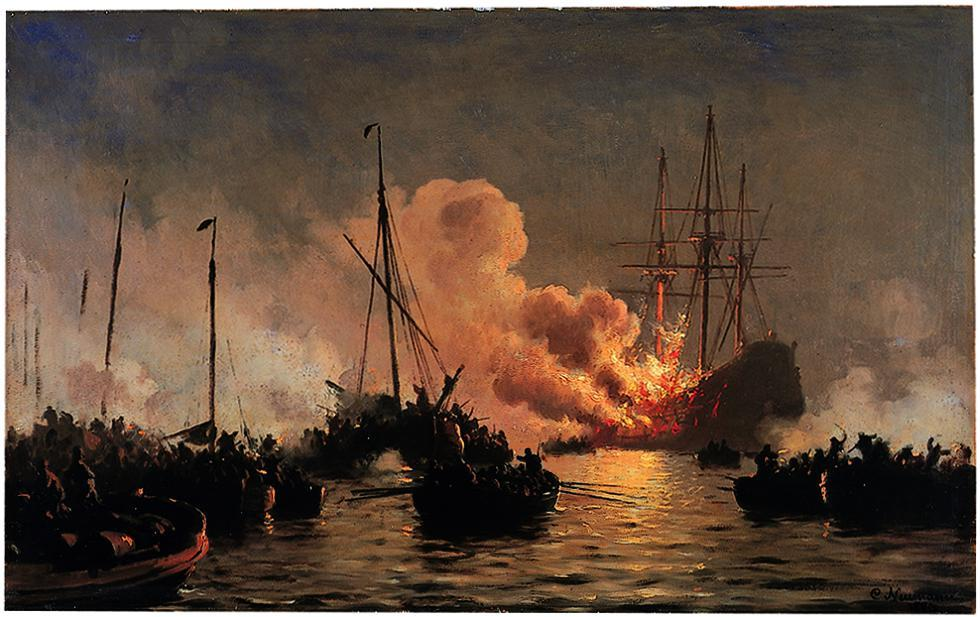
Последний бой «Данеброга»

Участник Великой Северной войны. Погиб в бою в ходе сражения у бухты Кёге на борту «Данеброга».
Датчане, стремясь отрезать шведскому флоту путь в Зунд 4 октября 1710 года вступили в сражение с кораблями шведского адмирала Вахмейстера.
Флагманский корабль Вахмейстера и близ идущие корабли открыли огонь по головному датскому кораблю, 96-пушечному «Данеброгу», под командованием Хуитфельдта, шедшему несколько на ветре. Корабль загорелся (возможно, что от огня собственных орудий) и угрожал поджечь ближние корабли и находившиеся под ветром транспорты. Командир Ивар Хуитфельдт мог бы спасти корабль и команду, если бы он повернул под ветер и выбросился со своим кораблем на берег. Но при проходе мимо подветренных кораблей они легко могли бы быть подожжены. Чтобы этого избежать и не расстраивать боевой линии, герой-командир решил принести себя и своих людей в жертву и стал на якорь между обоими неприятельскими флотами, продолжая стрелять по шведскому флоту. Благодаря стратегической позиции «Данеброга», позволявшей получить преимущество датско-норвежскому флоту, адмирал решил до конца вести бой.
Около 4 часов «Данеброг» взлетел на воздух; из 700 человек команды, из-за очень свежей погоды, удалось спастись только троим членам экипажа. Тело И. Хуитфельдта позже было найдено на берегу бухты Кёге.

## Память

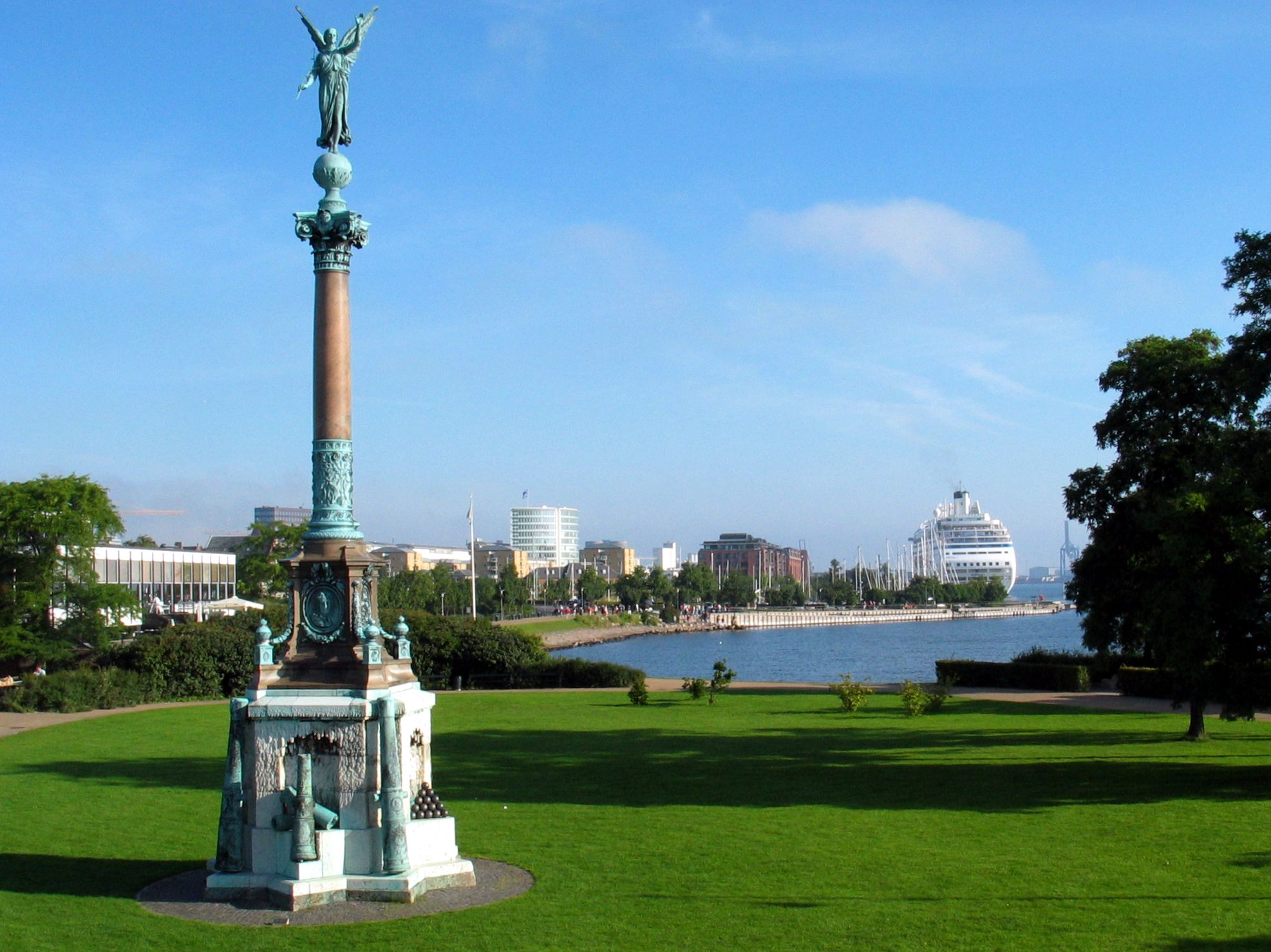
Памятник И. Хуитфельдту в Копенгагене

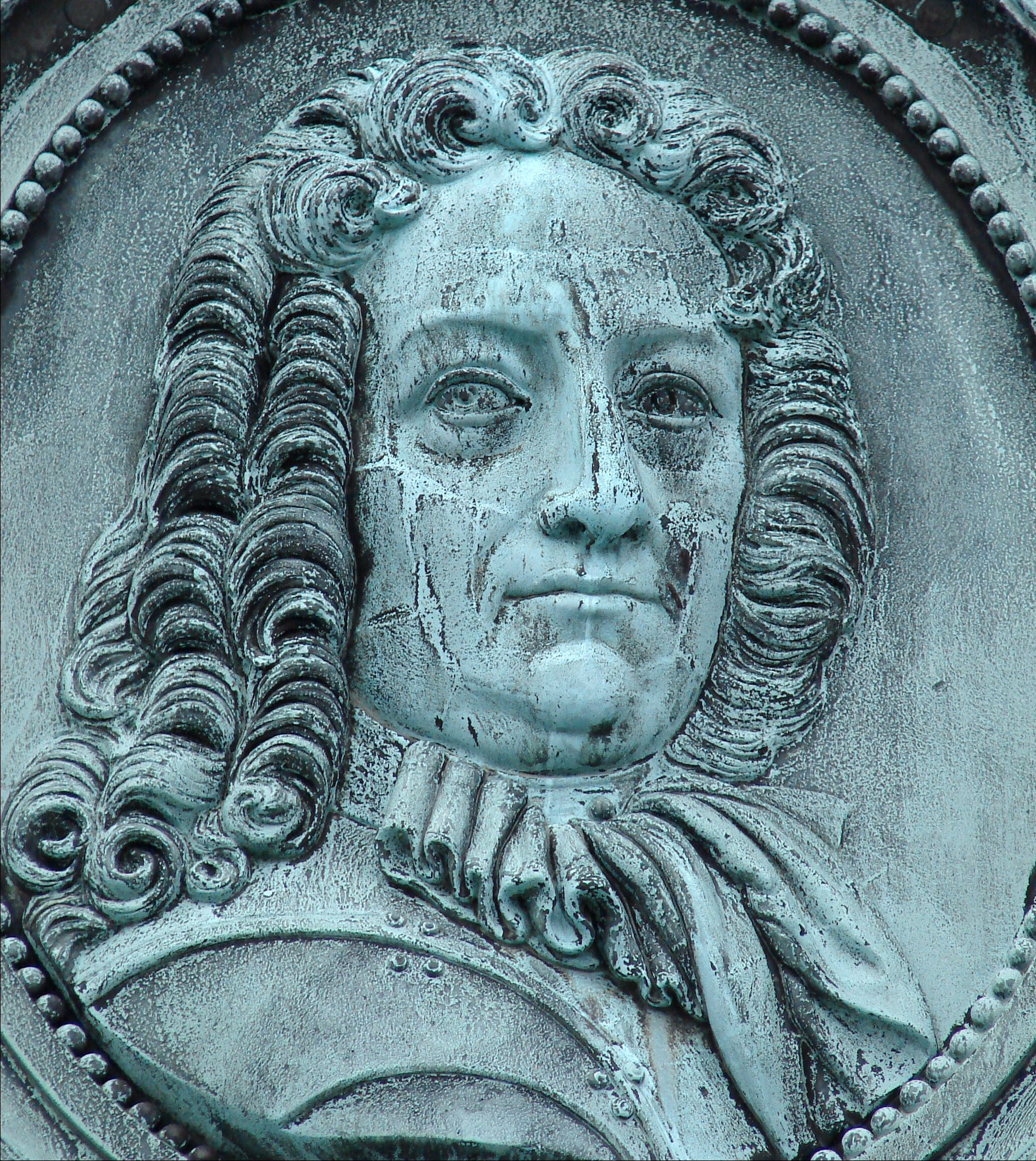
Медальон И. Хуитфельдта на памятнике в Копенгагене

Подвиг адмирала И. Хуитфельдта, вошёл в историю датского ВМФ.
- В 1884 г. в его честь был назван броненосец «Iver Hvitfeldt».
- В 1886 г. в Копенгагене установлен 19-метровый памятник, украшенный бронзовыми рельефами и медальоном с ангелом победы на вершине, отлитых из пушек его корабля.
- В 2008—2012 г. построена серия из трёх фрегатов ВМС Дании типа «Ивер Хюитфельд».